# LSP1
LSP1 (англ. Lymphocyte-specific protein 1) – білок, який кодується однойменним геном, розташованим у людей на короткому плечі 11-ї хромосоми. Довжина поліпептидного ланцюга білка становить 339 амінокислот, а молекулярна маса — 37 192.
| 10         |  | 20         |  | 30         |  | 40         |  | 50         |
| ---------- |  | ---------- |  | ---------- |  | ---------- |  | ---------- |
| MAEASSDPGA |  | EEREELLGPT |  | AQWSVEDEEE |  | AVHEQCQHER |  | DRQLQAQDEE |
| GGGHVPERPK |  | QEMLLSLKPS |  | EAPELDEDEG |  | FGDWSQRPEQ |  | RQQHEGAQGA |
| LDSGEPPQCR |  | SPEGEQEDRP |  | GLHAYEKEDS |  | DEVHLEELSL |  | SKEGPGPEDT |
| VQDNLGAAGA |  | EEEQEEHQKC |  | QQPRTPSPLV |  | LEGTIEQSSP |  | PLSPTTKLID |
| RTESLNRSIE |  | KSNSVKKSQP |  | DLPISKIDQW |  | LEQYTQAIET |  | AGRTPKLARQ |
| ASIELPSMAV |  | ASTKSRWETG |  | EVQAQSAAKT |  | PSCKDIVAGD |  | MSKKSLWEQK |
| GGSKTSSTIK |  | STPSGKRYKF |  | VATGHGKYEK |  | VLVEGGPAP  |  |            |

A: Аланін

C: Цистеїн

D: Аспарагінова кислота

E: Глутамінова кислота

F: Фенілаланін

G: Гліцин

H: Гістидин

I: Ізолейцин

K: Лізин

L: Лейцин

M: Метіонін

N: Аспарагін

P: Пролін

Q: Глутамін

R: Аргінін

S: Серин

T: Треонін

V: Валін

W: Триптофан

Кодований геном білок за функцією належить до фосфопротеїнів. 
Задіяний у таких біологічних процесах, як ацетилювання, альтернативний сплайсинг. 
Локалізований у клітинній мембрані, мембрані.